# Chiesa di San Biagio (Castelraimondo)
La chiesa di San Biagio è la parrocchiale di Castelraimondo, in provincia di Macerata e arcidiocesi di Camerino-San Severino Marche; fa parte della vicaria di Castelraimondo.

## Storia
La prima chiesa a servizio del borgo fortificato di Castro Raymundi, costruito fra il 1311 e il 1318, fu edificata probabilmente all'interno delle mura castellane, ma non se ne conosce l'esatta data di fondazione: fu forse eretta contestualmente al maniero, ma le più antiche testimonianze della sua esistenza risalgono solo al 1330. Anche la sua collocazione non è nota con certezza, in quanto potrebbe essere sorta in una zona differente rispetto al luogo di culto attuale, posto a ridosso delle antiche mura.
Nella prima metà del XVIII secolo l'edificio, che risultava sede di parrocchia almeno dal 1603, fu probabilmente ristrutturato e in seguito consacrato l'8 settembre 1757.
Nel 1799 il borgo di Castelraimondo fu profondamente danneggiato da un violento terremoto, che colpì anche la chiesa e soprattutto il suo campanile; tre anni dopo, il cardinale Doria approvò il progetto di risistemazione e ampliamento del luogo di culto, concedendo l'utilizzo delle pietre delle mura castellane in rovina. I lavori più importanti interessarono la facciata, che fu ricostruita in forme neoclassiche, e una delle torri dell'antico maniero, che fu sopraelevata e trasformata in campanile.
Nel 1906 un incendio provocò grossi danni alla parrocchiale, che fu in seguito profondamente ristrutturata e ampliata, allungando la navata e arretrando il presbiterio; gli interventi, completati nel 1915, interessarono in particolare gli interni, che furono decorati con stucchi, mentre l'aula fu coperta con una volta a botte lunettata.
Nel corso della seconda guerra mondiale, alcuni bombardamenti colpirono il borgo di Castelraimondo, causando distruzioni anche nella copertura della chiesa; la volta fu ricostruita negli anni successivi e nel 1972 decorata con affreschi dal pittore Milano Tiranti.
Il luogo di culto fu nuovamente danneggiato nel 1997 da un devastante terremoto, che provocò il crollo di parte del tetto e della volta sottostante; i conseguenti lavori di ristrutturazione furono condotti nel 2000.
Nei terremoti del 2016 e 2017 la struttura è stata danneggiata ancora una volta e risulta tuttora inagibile, i danni maggiori sono stati riportati dalla torre del campanile e vi sono alcuni danni interni.

## Descrizione

### Facciata
La facciata a capanna della chiesa, rivolta a sudovest e abbellita da una cornice orizzontale, è tripartita da quattro lesene sorreggenti il fregio e il frontone di forma triangolare e presenta al centro il portale timpanato e sopra una finestra murata.
Annesso alla parrocchiale è il campanile a base quadrata, la cui cella presenta su ogni lato una monofora affiancata da lesene ed è coronata dalla cupoletta.

### Interno
L'interno dell'edificio si compone di un'unica navata, sulla quale si affacciano le cappelle laterali e le cui pareti sono scandite da paraste tuscaniche sorreggenti il cornicione modanato sorreggente la volta a botte; al termine dell'aula si sviluppa il presbiterio, rialzato di alcuni gradini e chiuso dall'abside, il cui catino è spartito in tre spicchi.